# طريقة فراي

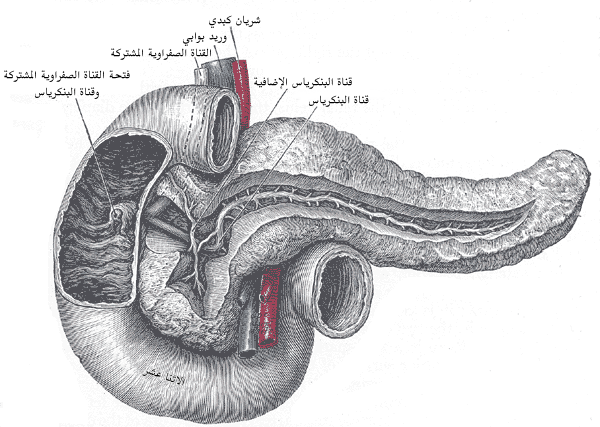
بنكرياس

طريقة فراي هي تقنية جراحية تستخدم في علاج التهاب البنكرياس المزمن حيث يتم حفر الأجزاء المريضة من رأس البنكرياس. ثم يتم إجراء فغر البنكرياس الوحشي الجانبي (LRLPJ) والذي يتم عنده تعبئة حلقة من الصائم وتثبيتها على قناة البنكرياس المكشوفة للسماح بتصريف أفضل للبنكرياس، بما في ذلك رأسه.

## الاستخدامات
غالباً ما تُجرى طريقة فراي للمرضى الذين يعانون من التهاب البنكرياس المزمن، وتحديداً ما إذا كان المرض مهيمن في رأس البنكرياس.

## مقارنة مع طريقة بويستو
بالمقارنة مع طريقة بويستو، تتيح طريقة فراي تصريفًا أفضل لرأس البنكرياس.

## مضاعفات
تكون المضاعفات بعد العملية الجراحية بعد LRLPJ عادةً إِنتانية، وغالبًا ما تحدث في المرضى الذين تم إجراء الدعامات البنكرياسية بالمنظار عليهم قبل التدخل الجراحي. يحدث قصور الغدد الصماء البنكرياس في 60% من المرضى.

## التسمية
سميت باسم الجراح الأمريكي تشارلز فريدريك فراي (مواليد 1929) من ميشيغان، الذي وصفها لأول مرة في عام 1987.

## روابط خارجية
- إجراء فراي (الرسم) - مجلة مستشفى بومباي.